# アンセルム (フリウーリ公)
アンセルム (Anselm, 723年 - 803年) またはアンセルモ・ディ・ノナントラ（イタリア語：Anselmo di Nonantola）は、ランゴバルド王国北方のフォルム・ユリイ（フリウーリ）公（在位749年/50年 - 751/6年）。ノナントラ修道院の創設者・初代修道院長。

## 生涯
750年、姉妹の婿でフリウーリ公だったアイストゥルフがランゴバルド王となると、その後継者としてフリウーリ公になったアンセルムはファナーノに修道院を建設した。2年後モデナの北東のノナントラを与えられ、ここにノナントラ修道院を建設した。教皇ステファヌス4世はアンセルムをローマに招き、彼にシルウェステル1世の聖遺物を託してノナントラ修道院長に任じた。アンセルムは、修道僧によって運営される数多くの救貧院や医療所を建設した。
12世紀に編纂されたノナントラ修道院長の歴史によれば、756年にランゴバルド王となったデシデリウスによってアンセルムはノナントラを追われた。彼はベネディクト会のモンテ・カッシーノ修道院で7年を過ごすなどしたが、774年にデシデリウスがフランク王国のカール大帝に敗れると、アンセルムはノナントラに復帰したという。しかしアンセルムの死後百、二百年後に書かれたアンセルムの伝記『ヴィタ・アンセルミ』には、このアンセルムの放浪についての言及がない。1083年までノナントラ修道院は皇帝の有するところとなり、修道院長の選出には度々皇帝からの干渉を受けた。
805年、アンセルムは半世紀にわたり修道院長を務めたノナントラ修道院で死去した。